# Xã Mikkelson, Quận LaMoure, Bắc Dakota
Xã Mikkelson (tiếng Anh: Mikkelson Township) là một xã thuộc quận LaMoure, tiểu bang Bắc Dakota, Hoa Kỳ. Năm 2010, dân số của xã này là 37 người.